# نیشینواوموته، کاگوشیما
نیشینواوموته در استان کاگوشیما در کشور ژاپن واقع شده‌است که دارای جمعیت ۱۷٬۶۶۶ نفر و مساحت ۲۰۵٫۷۵ کیلومتر مربع با تراکم جمعیت ۸۵٫۹ نفر در کیلومترمربع است و در تاریخ ۱ اکتبر ۱۹۵۸ به عنوان شهر شناخته شد.